# Suguru Awaji
Suguru Awaji (jap. 淡路卓 Awaji Suguru; ur. 26 lipca 1989 w Sendai) – japoński szermierz specjalizujący się we florecie, srebrny medalista igrzysk olimpijskich i brązowy medalista mistrzostw świata.
Na igrzyskach olimpijskich w Londynie w 2012 roku reprezentacja Japonii w składzie: Suguru Awaji, Kenta Chida, Ryō Miyake i Yūki Ōta zdobyła srebrny medal w zawodach drużynowych. Był to jego jedyny start olimpijski.
Podczas mistrzostw świata w Paryżu w 2010 roku wspólnie Chidą, Miyake i Ōtą wywalczył brązowy medal w rywalizacji drużynowej. W tym samym roku Japończycy z Awajim w składzie zdobyli także srebrny medal na igrzyskach azjatyckich w Kantonie. Ponadto kilkukrotnie zdobywał medale mistrzostw Azji, w tym srebrne drużynowo na MA w Seulu w 2010 roku i rozgrywanych rok później MA w tej samej miejscowości.